# Mireille Noelle Bindzi Ongbibou
Mireille Noelle Bindzi Ongbibou est une boxeuse camerounaise née en 1998. Elle remporte une médaille de bronze aux championnats d'Afrique de boxe amateur 2023.

## Carrière

### Championnats du monde féminins de boxe amateur 2023
Elle défend le drapeau tricolore (vert-rouge-jaune) lors de la 13e édition des Championnats du monde féminins de boxe amateur se déroulant à New Delhi en Inde du 16 au 26 mars 2023. Elle obtient finalement la 9e place du classement des boxeuses dans la catégorie des moins de 66 kg (poids welters) et gagne en expérience. Elle est la seule représentante du pays des Lions indomptables à cette compétition sportive internationale dédiée aux femmes,. 

### Médaillée de bronze aux Championnats d'Afrique de boxe amateur 2023
Elle est membre de l'équipe camerounaise sélectionnée à l'occasion des championnats d'Afrique de boxe amateur se tenant à Yaoundé du 28 juillet au 6 août 2023. Dans la catégorie 63-66 kg Welter, elle est dominée en demi-finale par la Marocaine Oumaïma Bel Ahbib. Toutefois, elle figure bel et bien sur le podium avec une médaille de bronze aux côtés de l'Ougandaise Emily Nakalema.

### Tournoi de qualification Africa's Boxing Road to Paris
En prélude aux Jeux olympiques d'été de 2024 à Paris, elle prend part au tournoi de qualification Africa's Boxing Road to Paris à Dakar au Sénégal du 9 au 15 septembre 2023. Elle s'impose dans l'épreuve féminine des 66 kg lors des quarts de finale contre la boxeuse Shodipe Olawunmi Damilola du Nigeria. En demi-finale, elle se confronte à l'Algérienne Imane Khelif qui remporte la victoire face à elle. Finalement la boxeuse camerounaise doit se contenter de la médaille de bronze, ce qui n'est pas suffisant pour la qualifier aux Jeux de Paris 2024. 

## Palmarès
| Année | Compétition                                    | Catégorie  | Lieu      | Place |
| ----- | ---------------------------------------------- | ---------- | --------- | ----- |
| 2023  | Championnats du monde féminins de boxe amateur | - 66 kg    | New Delhi | 9e    |
| 2023  | Championnats d'Afrique de boxe amateur 2023    | 63 - 66 kg | Yaoundé   | 3e    |
| 2023  | Africa's Boxing Road to Paris                  | 66 kg      | Dakar     | 3e    |